# Opowieść o Zachodnim Brzegu
Opowieść o Zachodnim Brzegu (ang. West Bank Story) – amerykański film krótkometrażowy z 2005 roku w reżyserii Ariego Sandela. 

## Nagrody
Film otrzymał szereg nagród w tym:
| Nazwa nagrody | Wygrane                                                 | Nominacje    |
| ------------- | ------------------------------------------------------- | ------------ |
| Oscar         | 2007 Najlepszy krótkometrażowy film aktorski Ari Sandel | 2007 wygrana |